# Criminal
Criminal – piosenka amerykańskiej piosenkarki Britney Spears. Utwór ma zostać wydany jako czwarty singiel z jej siódmego albumu studyjnego, Femme Fatale. „Criminal” została napisana przez Maxa Martina, Shellbacka i Tiffany Amber, a wyprodukowana przez Martina i Shellbacka. Spears opublikowała po raz pierwszy fragment piosenki 2 marca 2011. Na 2011 MTV Video Music Awards wyjawiła również, że piosenka została wybrana przez jej fanów na czwarty singel z albumu. Piosenka jest o tym, jak Spears zakochała się w przestępcy. „Criminal” otrzymała pozytywne recenzje od krytyków chwaląc jej odświeżony wygląd w porównaniu z resztą albumu.

## Tło
„Criminal” została napisana przez Martina, Shellbacka i Tiffany Amber, a wyprodukowana przez Martina i Shellbacka. Spears nagrała ją w Maratone Studios w Sztokholmie w Szwecji. Utwór został później zmiksowany przez Serbana Ghenea w MixStar Studios w Virginia Beach. 2 marca 2011, Spears umieściła na swoim koncie Twitter link do 17-sekundowej zajawki utworu, uznając ją za „jedną z [jej] ulubionych”. W dniu 5 sierpnia 2012, Spears umieściła ankietę na swoim profilu na stronie Facebook pytając fanów, która piosenka powinna zostać wydana jako kolejny singel z albumu. Do wyboru były piosenki „Criminal”, „Inside Out” i „(Drop Dead) Beautifull”. Po gali 2011 MTV video Music Awards, Spears wypowiedziała się dla MTV News, że „Criminal” został wybrany jako czwarty singiel z albumu.

## Notowania
| Lista 2011/2012   | Najwyższa pozycja |
| ----------------- | ----------------- |
| Finland Top 20    | 11                |
| Bulgaria Top 20   | 14                |
| Brazil Top 20     | 1                 |
| Billboard Hot 100 | 55                |
| Canadian Hot 100  | 16                |
| Ukraine Top 40    | 7                 |

## Teledysk
Teledysk zaczyna się sceną kłótni Britney i jej narzeczonego. Następnie widzimy bójkę mężczyzny z tytułowym przestępcą. Piosenkarka ucieka z nim na motocyklu. Klip zawiera sceny erotyczne. W teledysku wystąpił Jason Trawick, który prywatnie był narzeczonym wokalistki w momencie kręcenia teledysku

## Personel
- Britney Spears – wokal główny
- Max Martin – tekst piosenki, nagrywanie i keyboard
- Shellback – tekst piosenki, produkcja, keyboard i gitara
- Tiffany Amber – tekst piosenki
- Chau Phan – wokal poboczny
- John Hanes – audio engineering
- Tim Roberts – engineering
- Serban Ghenea – audio mixing